# Tavola Strozzi
La Tavola Strozzi és una pintura feta amb tremp sobre fusta i atribuïda a Francesco Rosselli, datable en 1472-1473 i conservada al Museu Nacional de San Martino de Nàpols. Representa una vista de Nàpols del segle XV.
La vista marítima mostra  el retorn triomfal de les flotes de Ferran I de Nàpols  i de Joan II d’Aragó, després d’haver conquerit, el 7 de juliol de 1465, l’illa veïna d’Ischia, fins aleshores en mans dels seus enemics angevins, comandats pel duc d’Anjou i comte de Provença, Renat I.